# Koudoubaraou
Koudoubaraou (auch: Kaudé-Baraou, Koudé Baraou, Koudou Baraou, Koudou Baro) ist ein Dorf in der Landgemeinde Guidan Amoumoune in Niger.

## Geographie
Das von einem traditionellen Ortsvorsteher (chef traditionnel) geleitete Dorf befindet sich rund acht Kilometer südwestlich des Hauptorts Guidan Amoumoune der gleichnamigen Landgemeinde, die zum Departement Mayahi in der Region Maradi gehört. Zu den Siedlungen in der näheren Umgebung von Koudoubaraou zählen El Moctar im Süden und Guidan Tinao im Südwesten.
Es herrscht das Klima der Sahelzone vor, mit einer durchschnittlichen jährlichen Niederschlagsmenge zwischen 300 und 400 mm. Die Landschaft zwischen den Trockentälern Goulbin Kaba und Tarka, in der das Dorf liegt, ist von alten, unbeweglichen Dünen geprägt.

## Bevölkerung
Bei der Volkszählung 2012 hatte Koudoubaraou 860 Einwohner, die in 127 Haushalten lebten. Bei der Volkszählung 2001 betrug die Einwohnerzahl 670 in 83 Haushalten und bei der Volkszählung 1988 belief sich die Einwohnerzahl auf 970 in 140 Haushalten.
Die Bevölkerungsdichte in diesem Gebiet ist für nigrische Verhältnisse hoch.

## Wirtschaft und Infrastruktur
Im Dorf wird ein Wochenmarkt abgehalten. Der Markttag ist Sonntag. Der Markt wurde nach 1960, dem Jahr der staatlichen Unabhängigkeit Nigers, etabliert. Das Gebiet der Ebenen im südlichen Teil der Region Maradi, wo sich Koudoubaraou befindet, ist von einer anhaltenden Degradation der ackerbaulichen Flächen gekennzeichnet, die mit der hohen Bevölkerungsdichte in Zusammenhang steht.